# Salar Grande (saltområde i Región de Tarapacá, lat -21,01, long -69,99)
Salar Grande är en saltslätt i Chile.   Den ligger i regionen Región de Tarapacá, i den norra delen av landet, 1 400 km norr om huvudstaden Santiago de Chile.